# Kajibilgi, Jamkhandi
Kajibilgi là một làng thuộc tehsil Jamkhandi, huyện Bagalkot, bang Karnataka, Ấn Độ.